# Wspólnota administracyjna Mainburg
Wspólnota administracyjna Mainburg – wspólnota administracyjna (niem. Verwaltungsgemeinschaft) w Niemczech, w kraju związkowym Bawaria, w rejencji Dolna Bawaria, w regionie Landshut, w powiecie  Kelheim. Siedziba wspólnoty znajduje się w mieście Mainburg, które jednak do niej nie należy. Jest jedyną wspólnotą powiatu Kelheim, która nie należy do regionu Ratyzbona.
Wspólnota administracyjna zrzesza cztery gminy wiejskie (Gemeinde): 
- Aiglsbach, 1 695 mieszkańców, 39,97 km²
- Attenhofen, 1 344 mieszkańców, 31,48 km²
- Elsendorf, 2 022 mieszkańców, 32,66 km²
- Volkenschwand, 1 680 mieszkańców, 29,24 km²